# Ole Öhman
Ole Christian Öhman (ur. 13 października 1973 roku w Szwecji) – szwedzki perkusista metalowy znany przede wszystkim z występów w szwedzkim zespole black/death metalowym Dissection w którym grał od 1990 do 1995 roku. Grał również w takich zespołach jak Ophthalamia czy Deathstars.
W 2009 roku u Öhman zdiagnozowano rzadki przypadek Zapalenia nadkłykcia bocznego kości ramiennej. W 2010 roku odszedł z zespołu Deathstars. Od 2009 nie prowadzi żadnej działalności muzycznej.

## Dyskografia
Dissection (1990-1995)
- The Somberlain (1993)
- Storm of the Light’s Bane (1995)

Ophthalamia (1989-1998)
- A Journey in Darkness (1994)
- Via Dolorosa (1995)
- A Long Journey
- Dominion (1998)

Deathstars (2000-2011)
- Synthetic Generation (2003)
- Termination Bliss (2006)
- Night Electric Night (2009)